# Jim McConkey
James Winston „Diamond Jim“ McConkey (* 12. Juni 1926 in Barrie, Ontario) ist ein ehemaliger kanadischer Extremskifahrer. Nachhaltige Bekanntheit erlangte der ausgebildete Skilehrer durch zahlreiche Auftritte in frühen Skifilmen sowie als Pionier des Heliskiings. Sein Sohn Shane McConkey war ebenfalls als Skisportler aktiv.

## Biografie
Jim McConkey wuchs in Ontario auf, wo er das Skifahren auf einem Hügel vor seinem Elternhaus erlernte. 1945 wurde er Assistenz-Skilehrer, nachdem er eine Schule der Canadian Ski Instructor’s Alliance (CSIA) in North Bay absolviert hatte. Im folgenden Jahr ließ er sich in Lac-Beauport, Québec, von Luggi Föger zum staatlich anerkannten Skilehrer ausbilden. Danach arbeitete er zunächst drei Jahre lang an der Snow Eagle School am Gray Rocks Inn in Saint-Jovite.
Im Frühjahr 1948 begleitete McConkey den gebürtigen Österreicher Föger erstmals zu einem Filmprojekt auf den Athabasca-Gletscher. Die Dreharbeiten in Alberta dauerten drei Monate. Just an seinem 22. Geburtstag stürzte er in eine Gletscherspalte und zog sich dabei mehrere Knochenbrüche zu. Nach der Genesung arbeitete er kurzzeitig auf der Baustelle des ersten Sessellifts auf den Mount Norquay in Banff. In der Folge unterrichtete er neben Föger am Badger Pass im Yosemite-Nationalpark, ehe er 1951 nach Banff zurückkehrte, um dort Publicity und Marketing des Skigebiets zu betreuen. Nach einer Zwischenstation in Gray Rocks zog McConkey im Herbst 1953 nach Alta, Utah, wo er fast ein Jahrzehnt an der Skischule von Alf Engen angestellt war. Während dieser Zeit trat er in mehreren Skifilmen auf und ließ sich von Fred Lindholm für zahlreiche Zeitschriften fotografieren. Als erster Skifahrer befuhr er die „Gullys“ in Alta und Snowbird, 1962 sprang er auf einem Gletscher 30 Meter über das Flugzeug des Gebirgspiloten Jim Davies. Gegen Saisonende drehte er regelmäßig mit Hans Gmoser, der als Erfinder des Heliskiings gilt.
In der ersten Hälfte der 1960er Jahre lehrte McConkey in Sugar Bowl, Alta und Park City und fuhr nebenbei Profirennen. 1964 übersiedelte er mit dem Wunsch nach mehr Souveränität nach Tod Mountain, British Columbia, wo er die nächsten vier Jahre Skischule und -geschäft leitete und als Gasttrainer für die Franz Gabl Summer Racing School auf dem Mount Baker tätig war. Nach Ausbau des Skigebiets von Whistler übernahm er 1968 die örtliche Skischule, den Skiverleih und das Heliskiing-Geschäft. Außerdem war er eine Zeitlang CSIA-Referent für Westkanada. 1985 kaufte Whistler Skischule und -verleih zurück, als PR-Agent im Auftrag des Skigebiets war McConkey danach unter anderem für die Erschließung des japanischen Marktes verantwortlich.
McConkey war dreimal verheiratet. Aus erster Ehe stammt sein Sohn George, der als Skischuhmonteur in Whistler arbeitet. Mit seiner zweiten Ehefrau, der späteren US-Skirennläuferin Glenn Chamberlain, hatte er seinen jüngeren Sohn, (James) Shane. Die Verbindung hielt bis 1973, ehe Glenn mit Shane in ihre Heimat Kalifornien zurückkehrte und den Jungen allein großzog. McConkey verbringt seinen Ruhestand auf einer Insel bei Vancouver und in einem Haus in Borrego Springs in Südkalifornien.

## Rezeption

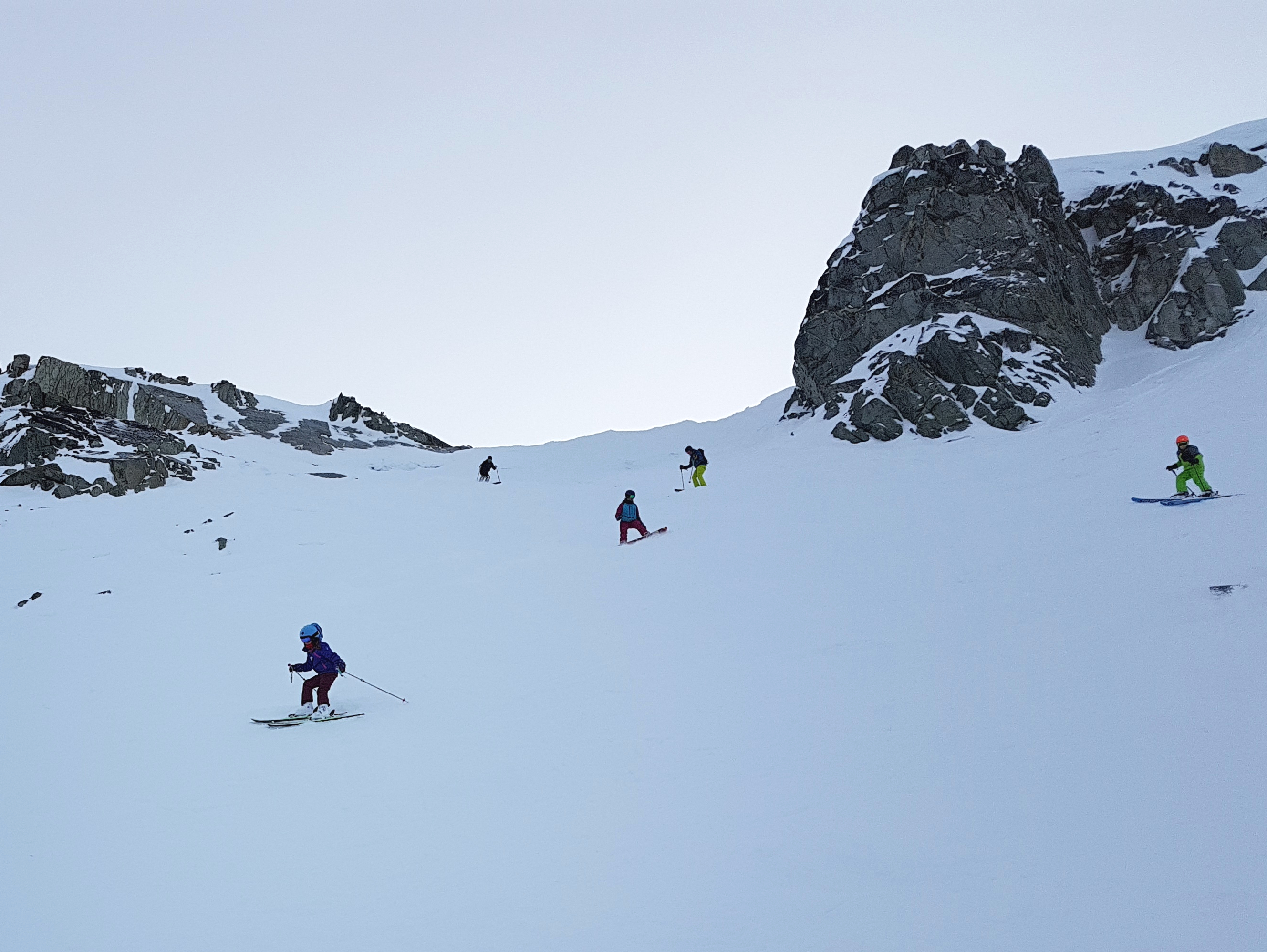
McConkey’s Run in Whistler (2018)

Jim McConkey, der auch unter Spitznamen wie „Diamond“ und „Mad Man“ McConkey bekannt war, gilt als einer der ersten Extremskifahrer Nordamerikas. Als einer der sogenannten „Powder hounds“ war er für seine ausgezeichnete Technik im Pulverschnee bekannt, reüssierte aber auch bei damals als besonders schwierig geltenden Bedingungen wie Eis, Firn oder „Kartoffelpüree“. Mit riskanten Sprüngen und akrobatischen Einlagen kann er als Vorläufer des Freestyle-Skiings, vor allem der Disziplin Aerials, gesehen werden. Regisseure wie Warren Miller und Doug Sinclair verewigten viele seiner Stunts auf Film. Einige 16-mm-Aufnahmen, darunter ein selbst produziertes Instruktionsvideo sowie ein Auftritt in der Fernsehserie Ski Nanny, stellte er 2016 dem Whistler Museum zur Verfügung. Seine Zusammenarbeit mit Hans Gmoser in den Bugaboos 1968 gilt als Beginn des kommerziellen Heliskiings.
Ein Sessellift in Park City wurde so wie die Abfahrten McConkey’s Bowl in Alta und McConkey’s Run in Whistler nach Jim McConkey benannt. 2001 wurde der von Ernst Hinterseer einmal als „bester Allround-Skifahrer der Welt“ Bezeichnete mit der Aufnahme in die Canadian Ski Hall of Fame gewürdigt.
Ab Mitte der 1990er Jahre geriet McConkey in Zusammenhang mit der Popularität seines Sohnes Shane erneut in den Fokus der Skipresse. Journalisten erkannten einige Parallelen der beiden Karrieren, die Zeitschrift Ski bezeichnete Jim, den „meistfotografierten Extremskifahrer der 50er und 60er Jahre“ doppeldeutig als „Father of Extreme“. Im Ruhestand begleitete er seinen Sohn, den er als Kind nur einmal jährlich gesehen hatte, mehrfach zu dessen Basejumping-Unternehmungen. Nach dem tragischen Unfalltod seines Sohnes 2009 äußerte er sich kritisch und verständnisvoll zugleich:

“It’s in the nature of the sport to want to ski more and more extreme. I wanted him to quit base jumping and the flying. But he loved doing it… and maybe he was addicted to the adrenaline rush. Shane’s skiing was a continuum of what I was doing at his age. But with the aerial stunts and wing-suits, it has gone to the ultimate.”

„Es liegt in der Natur des Sports, mehr und mehr extrem Skifahren zu wollen. Ich wollte, dass er mit dem Basejumping und dem Fliegen aufhört. Aber er hat es geliebt… und war vielleicht süchtig nach dem Adrenalinkick. Shanes Skifahren war eine Fortsetzung von dem, was ich in seinem Alter gemacht habe. Aber mit den Kunststücken in der Luft und den Wingsuits ist es bis zum Äußersten gegangen.“

## Filmografie (Auswahl)
- 1955: Ski Crazy!
- 1963: Ski Nanny (Fernsehserie, 1 Episode)
- 1971: Any Snowy Mountain
- 1971: White Powder World
- 1974: The Snows of Garibaldi
- 2013: McConkey (Dokumentarfilm)